# (267494) 2002 JB9
(267494) 2002 JB9 est un astéroïde Apollon, également aréocroiseur et cythérocroiseur, classé comme potentiellement dangereux. Il fut découvert par LINEAR à Socorro le 6 mai 2002.